# Malcolm Delaney
Malcolm Hakeem Delaney (ur. 11 marca 1989 w Baltimore) – amerykański koszykarz, występujący na pozycjach rozgrywającego oraz rzucającego obrońcy, obecnie zawodnik FC Barcelony.
15 lipca 2016 podpisał 2-letnią umowę z Atlantą Hawks.
28 lipca 2018 został zawodnikiem chińskiego Guangdong Southern Tigers.
12 września 2019 dołączył do hiszpańskiej FC Barcelony.

## Osiągnięcia
Stan na 12 września 2019, na podstawie, o ile nie zaznaczono inaczej.
NCAA
- Zaliczony do:
  - I składu:
    - konferencji Atlantic Coast (ACC – 2010, 2011)
    - turnieju Anaheim Classic (2011)

  - II składu turnieju ACC (2008, 2011)
  - III składu ACC (2009)
  - IV składu All-American (2010 według Sporting News)

Drużynowe
- Mistrz:
  - Francji (2012)
  - Chin (2019)
  - Niemiec (2014)
  - Ukrainy (2013)
- Brąz:
  - Euroligi (2016)
  - VTB (2015)
- Zdobywca Pucharu Liderów Francji (2012)
- Uczestnik TOP 8 Eurocup (2015)

Indywidualne
- MVP:
  - ligi niemieckiej (2014)
  - finałów ligi niemieckiej (2014)
  - ligi ukraińskiej (2013)
  - miesiąca Euroligi (październik 2015)
  - kolejki Euroligi (10. TOP 16 – 2013/14, 1. i 2. TOP 16 – 2015/16)
- Zaliczony do:
  - I składu:
    - Euroligi (2016)[6]
    - Eurocup (2013)
    - niemieckiej ligi BBL (2014)
    - ligi ukraińskiej (2013)